# Lendvay utca
Lendvay utca est une rue de Budapest, située dans le quartier de Terézváros (6e arrondissement).

## Bâtiment remarquable et lieux de mémoire
- No 27 : ancienne ambassade de France en Hongrie.